# Arroyo de San Serván
Arroyo de San Serván  es un municipio español, perteneciente a la provincia de Badajoz (Comunidad autónoma de Extremadura). Su población en 2016 era de 4159 habitantes según el INE. Su población en el 2021 es de 4081 habitantes según el INE.

## Geografía
Se sitúa al suroeste de Mérida, sobre un dominio que por el sur conecta con la Tierra de Barros, al pie de la sierra de su nombre. Pertenece a la comarca de Tierra de Mérida - Vegas Bajas y al  Partido judicial de  Montijo. El término municipal está atravesado por la autovía del Suroeste en el pK 352, situándose a 52 kilómetros de Badajoz.  
El terreno es en su mayor parte llano, con altitudes que oscilan entre los 204 y 300 metros, excepto en la zona oeste donde se levanta la Sierra de San Serván, que llega hasta los 608 metros de altitud (Cerro de San Serván). Entre los cursos de agua cabe señalar los arroyos de Tripero y Sanguijuela, que permanecen secos la mayor parte del año. El pueblo se alza a 224 metros sobre el nivel del mar. El territorio está rodeado íntegramente por el término municipal de Mérida. 
El clima es de tipo mediterráneo subtropical. La temperatura media anual es de 16,8 °C. Los inviernos suelen ser suaves, con una temperatura media de 9 °C. El verano es seco y caluroso con una temperatura media estacional de 26,4 °C. La precipitación media anual es de 521,8 mm. La estación más lluviosa es el invierno (192,6 mm) y la más seca el verano (32,4 mm).
La formación vegetal es del tipo durilignosa con un bosque esclerófilo mediterráneo representado por la encina (Quercus rotundifolia) y el alcornoque (Quercus suber) junto a otras especies que componen el matorral como: la jara (Cistus ladanifer), aulaga (Genista hirsuta), cantueso (Lavandula pedunculata), etc.

## Clima
Predomina el clima mediterráneo subtropical, por lo que los inviernos son suaves y los veranos secos además de calurosos. Este clima también se caracteriza debido a que la estación más lluviosa es el invierno y la más seca, el verano.
Las temperaturas medias y absolutas son las siguientes:
- T° media anual: 16,8 °C
- T° media en invierno: 9 °C
- T° mínima absoluta en invierno: -2,9 °C
- T° media en verano: 26,4 °C
- T° máxima absoluta en verano: 40,1 °C

Precipitaciones:
- Precipitación media anual: 521,8 mm
- Precipitación media en invierno: 192,6 mm
- Precipitación media en verano: 32,4 mm

## Fauna y flora
En cuanto a la flora destaca la típica del mediterráneo, más concretamente, las dehesas llenas de encinas y alcornoques además de jaras, aulagas, cantuesos, etc. También podemos encontrar especies como el helecho común, el lentisco, el madroño, fresnos, sauces, además de muchos otros, como el brezo rojo, las adelfas y los olmos.
Como fauna común en toda la comarca, es de importancia mencionar la cigüeña negra, el búho, el jabalí, el buitre negro y el leonado, el aguilucho cenizo, el gato montés, los linces, el jarabugo, las bogas, los barbos, etc.  Entre estos la cigüeña negra, el buitre negro, los aguiluchos y los linces son especies protegidas en la provincia.

## Historia

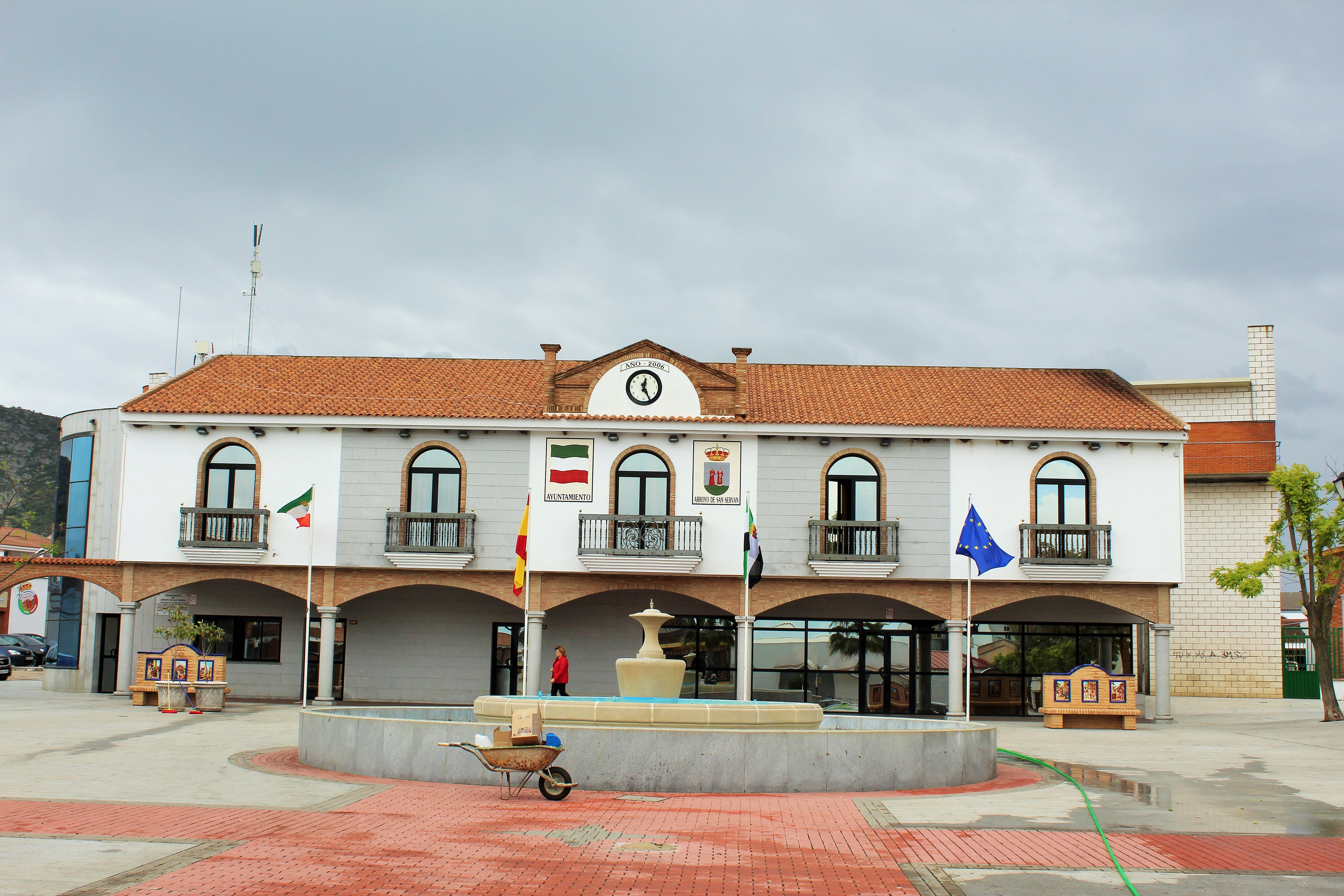
Ayuntamiento

Esta villa formaba parte de la Encomienda de  Mérida, también llamada Casas Buenas de Mérida, perteneciente a la provincia de León de la Orden de Santiago.
A la caída del Antiguo Régimen la localidad se constituye en municipio constitucional en la región de Extremadura. Desde 1834 quedó integrado en el  partido judicial de  Mérida. En el censo de 1842 contaba con 260 hogares y 1002 vecinos.
Con respecto a la historia hay que destacar que los primeros restos humanos datan del Paleolítico Medio y se trata de útiles de piedra encontrados en la sierra de San Serván, en esta misma sierra también podemos encontrar los restos con mayor valor, las pinturas rupestres.
Durante el s.II Servando y Germán, soldados de la Legión VII, la abandonan para dedicarse a la vida eremítica en la sierra a la que dan nombre. Más tarde los capturan y los decapitan. En dicha sierra y siglos posteriores se construyó una ermita en su honor, de la cual solo quedan restos.
Cuando Alfonso IX de León reconquista Mérida y Badajoz, estas tierras empiezan a poblarse, entre ellas se encuentra Arroyo, cerca del arroyo Tripero, del cual se conserva el puente medieval; destacan también la aldea de Perales y la de Cubillana. Don Lorenzo Suárez de Figueroa reagrupó en el año 1385 dichas poblaciones únicamente en Arroyo, por lo que empezaron a formar parte de Mérida.
Durante el siglo XVI, Arroyo fue una de las poblaciones más desarrolladas por lo que en 1592 inició los trámites, para que finalmente el 19 de julio de 1599 se considerase una villa independiente y se denominara Arroyo de San Serván de la Sierra.
Hay indicios de que empezó a llamarse Arroyo de San Serván a partir del siglo XVIII, aunque no hay documentos que lo verifiquen.

### Edad Media
En cuanto a la Edad Media, parece seguro que la civilización visigótica estuvo presente en Arroyo de San Serván, al haber sido encontrada una lápida en el “Turuñuelo” del año 505; así como la edificación de un monasterio visigótico (en Cubillana) alrededor del año 550, que ocupó una gran extensión de terreno y que sufrió numerosas desapariciones y reconstrucciones a lo largo de los siglos, así como una pila de agua bendita que se conserva en la ermita de “La Soledad”.
Este monasterio cauliense fue cuna de toda la cultura de la Lusitania en la época visigótica, y de sus aulas salieron funcionarios de administración y letrados, distinguiéndose el abad Renovato, después arzobispo de Mérida.
Se conserva así mismo una tradición que señala que el rey godo D. Rodrigo, se refugió en este monasterio tras su derrota en la batalla de Guadalete, no obstante en “La Historia de la España Visigoda” y otras publicaciones, se afirma que Rodrigo encontró la muerte en el combate de Guadalete, en julio de 711.
En el lugar que ocupaba la planta de la basílica se conserva hoy la ermita de Cubillana, en cuyo origen, a finales del siglo XIV se mezcla la tradición y la historia. La portada de la ermita, de piedra de granito y de estilo renacentista, es una preciosa joya del siglo XVI; con arco de medio punto y dovelas adornadas con casetones, y labrada en mediorrelieve una concha de los peregrinos de Santiago.
Hoy solo queda como recuerdo del antiguo esplendor de este lugar una ermita cerrada al culto y a las visitas, ya que está en manos de propietarios particulares.

### Orden de Santiago
Reconquistadas Mérida y Badajoz por las tropas de Alfonso IX de León, la comarca arroyana empieza a poblarse de aldeas. La Orden de Santiago tuvo especial preocupación porque los territorios de la comarca emeritense y los de su zona sur fueran repoblados porque habían quedado devastados por las continuas luchas cristianas y árabes. Así apareció Perales a orillas de la antigua calzada cartaginesa, cuyo primer edificio fue una ermita bajo la advocación de una pequeña Virgen románica que aún se conserva, y que ha sufrido diferentes transformaciones a lo largo del tiempo.
Así mismo a partir de la Reconquista, se fundó la aldea de Arroyo, a orillas del arroyo Tripero que le dio nombre; todavía se conserva el puente medieval que lo cruzaba. En el lugar donde estaba el monasterio de Cubillana, también se funda una pequeña aldea. El escaso número de vecinos de estas tres aldeas, llevaron al maestre D. Lorenzo Suárez de Figueroa a ordenar el reagrupamiento de todas en la de Arroyo, en el año 1385, pasando sus términos a integrarse en los de Mérida. Desaparecida la población de Cubillana y al quedar su iglesia convertida en ermita, tuvo tanta protección por parte de los maestres que los visitadores de la Orden de Santiago la llamaron repetidas veces en los libros de la cofradía "la más rica de España".

### SigloXX
Entre los sucesos más importantes del siglo XX podemos citar la llegada a la alcaldía del farmacéutico Franco García Sánchez y dos años antes de la Guerra Civil, los conocidos sucesos de mayo de 1934. 

## Demografía
Arroyo de San Serván cuenta con una población de 4061 habitantes (INE 2024).
| Gráfica de evolución demográfica de Arroyo de San Serván entre 1842 y 2021                                            |
| |
| Población de derecho según los censos de población del INE. Población de hecho según los censos de población del INE. |

## Patrimonio

### Iglesia parroquial católica de la Santa Cruz

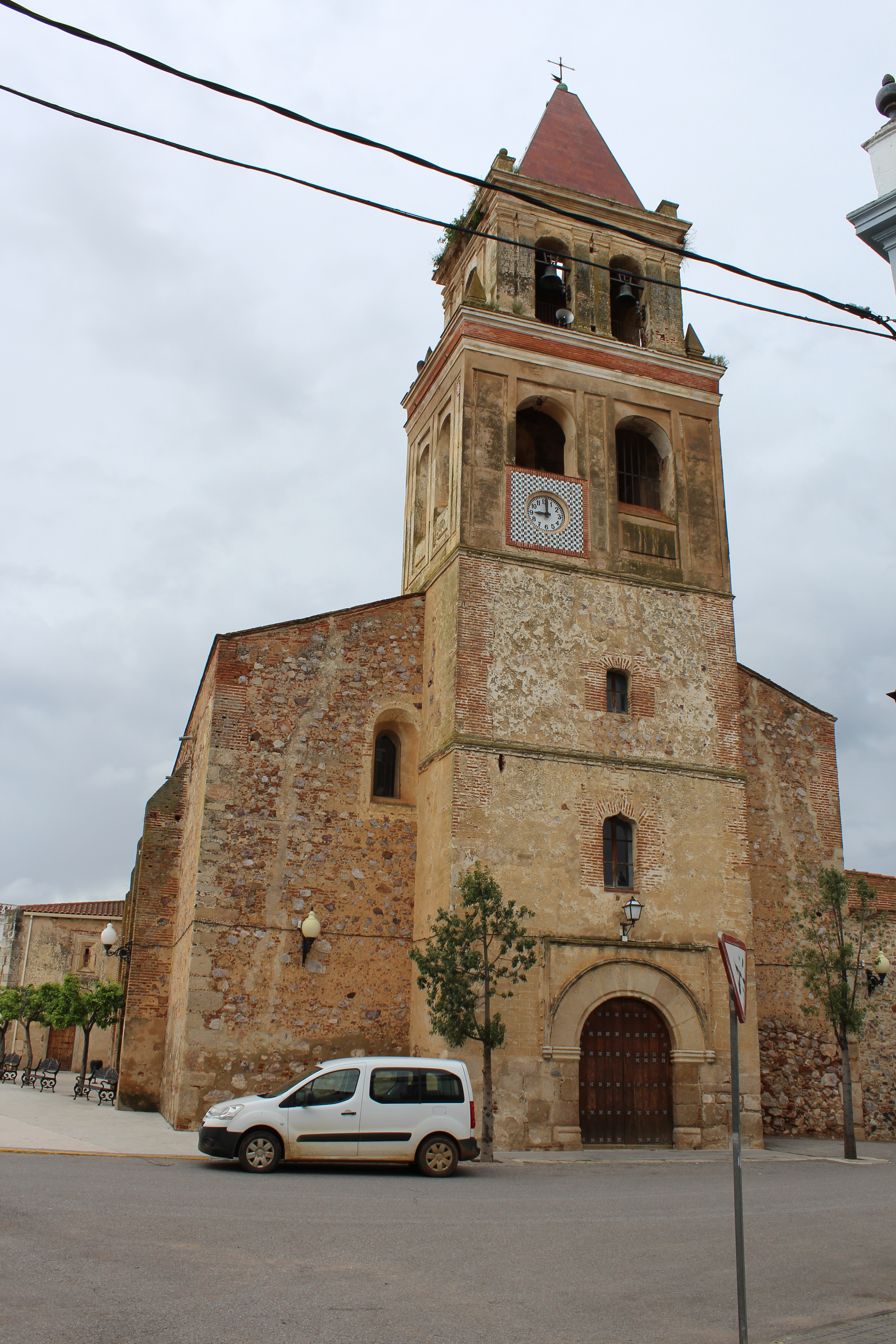
Parroquia de la Santa Cruz

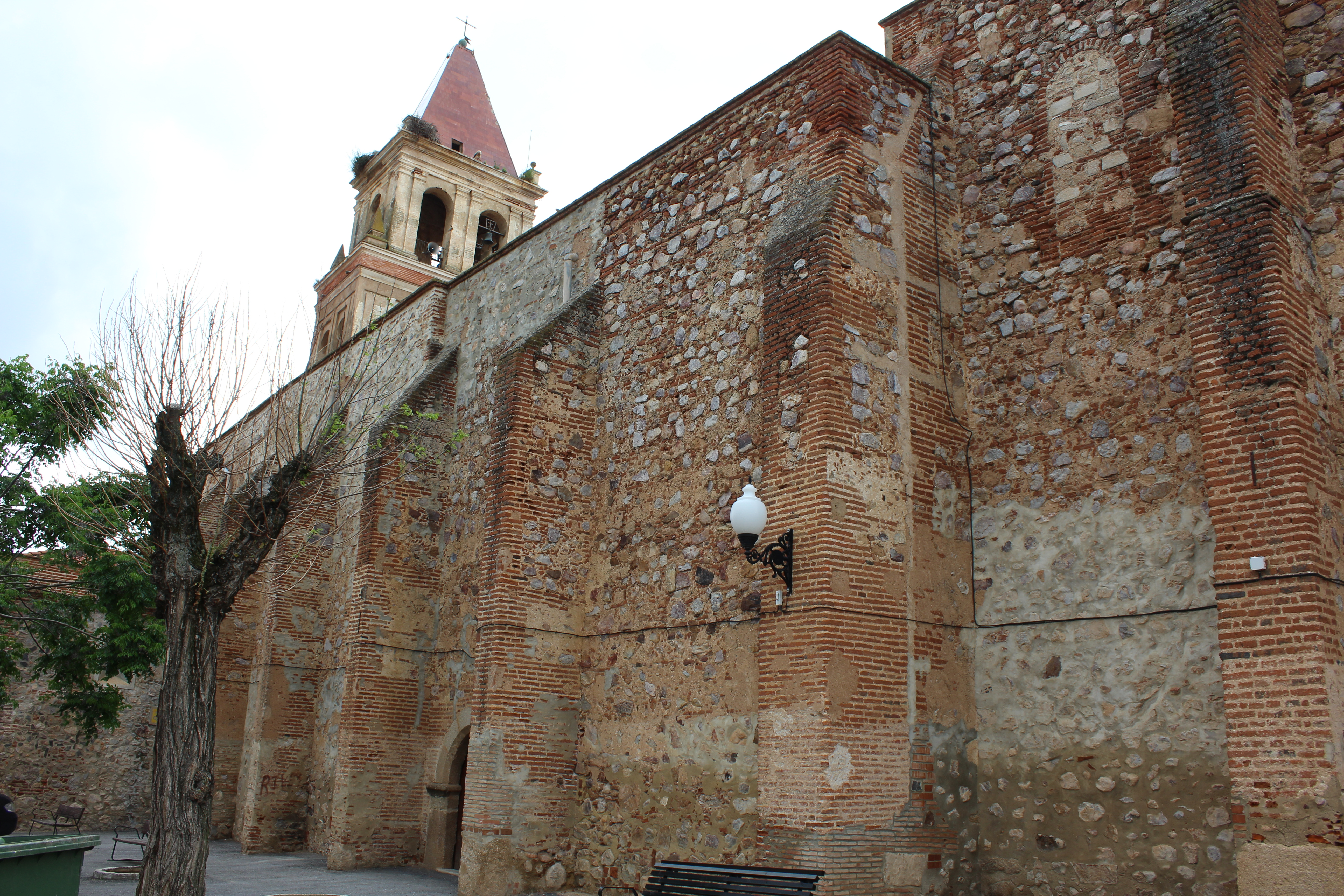
Fachada sur de la iglesia parroquial

En la Archidiócesis de Mérida-Badajoz., comienza a construirse en el año 1508 y finaliza en el 1550. Los materiales utilizados son mampostería y granito, y sillares de piedra en los contrafuertes.
Está compuesta por tres partes principales: cabecera, nave y torre, ubicándose esta última a los pies del templo. Posee tres accesos al templo: una a los pies y dos a los laterales. La torre tiene seis cuerpos, añadiéndose los dos últimos posteriormente a la construcción de los primeros.
La portada del lado del evangelio tiene un arco conopial. La fachada está decorada mediante la continuación del baquetón central, de las tres que componen las jambas. La entrada situada a los pies de la nave está cubierta por una bóveda de cañón que sustenta la torre, cubriendo el resto de la nave otra bóveda de cañón con arcos fajones.
El lado de la epístola está construido con mampostería y pequeños sillares, contrafuertes de ladrillo y dos vanos de media altura. La portada tiene un arco apuntado y sin decoración. El coro está sustentado por tres arcos de medio punto sobre columnas de capitel y base de granito. El ábside está ocupado por un retablo.

### Retablo mayor de la Iglesia de la Santa Cruz
Se desconoce la fecha exacta de su colocación, pero ronda entre 1540 y 1550. Su autor también es desconocido, aunque la obra se atribuye a un maestro emeritense.
De planta ochavada, adaptada a la cabecera mayor y con intención didáctica en su iconografía. Está organizada en tres planos: el del Evangelio, el central y el del lado de la Epístola. Formado por un banco, tres cuerpos y siete calles, dos en los planos laterales y tres en el central, un guardapolvo con decoración plateresca flanquea el retablo por los lados. El conjunto es rematado por decoración diversa (plantas, florones y cabezas de ángeles con expresiones varias).
La iconografía del retablo representa la pasión, muerte y resurrección de Cristo. En el banco están los apóstoles en grupos de tres. En el plano central, a la izquierda del sagrario hay dos evangelistas que podrían ser san Lucas y san Marcos. A la derecha María con dos santas mártires, en el envés de las puertas del sagrario aparecen san Pedro y san Pablo.
En el primer cuerpo, de izquierda a derecha aparecen las escenas de Cristo y la samaritana, el Descendimiento y la Historia de la Vera Cruz: La imagen de Nuestra Señora de Perales en la hornacina central, a continuación el Vía Crucis, la Flagelación y la Bajada a los infiernos. En el segundo cuerpo está el Ecce Homo, el Santo Entierro y la Resurrección, la Santa Cruz, titular de la parroquia en la hornacina central, y a continuación la Ascensión, el Expolio y Cristo ante Caifás. En el cuerpo superior se representa la Quinta Angustia, el Prendimiento, Lavatorio de Pilatos, Crucifixión, Burla de los Soldados, la Oración del Huerto y la Coronación de Espinas.

### Pinturas rupestres
Paleolítico Medio: Los primeros restos que se conocen, proceden del Paleolítico Medio y consisten en algunos útiles de piedra. No obstante, los restos que tienen mayor valor son las pinturas rupestres de esta sierra.
Se encuentran en el cerro de San Serván. En ellas se representan animales, ídolos, escenas de caza y pastoreo o representaciones de poder. Están datadas aproximadamente entre los años 1500 y 500 a. C. El color predominante en las pinturas es el rojo, aunque también encontramos trazos negros. Las figuras encajarían en el estilo denominado esquemático.
Las primeras noticias sobre estas pinturas son del año 1783, en el que el conde de Floridablanca las dio a conocer. Después de estas primeras noticias, varios historiadores estudiaron estos restos arqueológicos, y se aclaró así su existencia, extensión, causas, interpretación y cronología.
La técnica de estas pinturas es muy uniforme, realizadas con pincel de diferentes tamaños y en colores ocres, ocres-rojizos y rojos, utilizando posiblemente polvo de oligisto, que abunda por los alrededores.
El tamaño de las figuras está entre uno y sesenta centímetros, situadas normalmente en abrigos de fácil acceso.
Los abrigos más interesantes y fáciles de visitar son los de “Las Palomas nº 1 y nº 2”, “Las Hogueras nº 1 y nº 2” y “El Pasadizo”, todos están en una radio de unos 500 metros y miran hacia una mina de hierro abandonada situada en la ladera sur occidental de la sierra.

### Ermita de la Soledad
Construida en el siglo XVII sobre los cimientos de la ermita que se encontraba anteriormente situada en ese lugar (denominada de los Mártires Fabián y Sebastián) construida en el siglo XVI. En su interior no conserva ningún objeto de valor, a excepción de la pila de agua bendita de época visigótica.

### Puente Medieval
El cauce al que se refiere el topónimo “Arroyo” es el Tripero, que delimita la localidad por su extremo Sur. Sobre su corriente se encuentra un puente medieval de buena factura, aún en servicio, con tres arcos de ladrillo y estribos por ambos lados. En época reciente se han dispuesto bajo el puente unas zapatas de hormigón y una canalización que desvirtúan por completo el valor histórico y ambiental del monumento.
En sus inmediaciones se conservan las minas de la ermita de san Pedro y el Pozo Tamujal.
El Templo fue reconstruido en el siglo XVIII, época a la que corresponden las pinturas decorativas que cubren sus muros y bóvedas.

## Fiestas

### Fiesta de la Santa Cruz
Se celebra el 3 de mayo y se trata de la celebración de la patrona del pueblo, en ella la imagen de la Santa Cruz se “viste” en la casa de algún vecino, y posteriormente los días 2 y 3 se realiza una procesión.

### Fiesta del emigrante
Celebrada entre el 14 al 16 de agosto. El día más importante es el 15, por ser el día de la Virgen de la Asunción. Dicho día se homenajea a los emigrantes arroyanos de la década de los 60 y 70.

### Romería de nuestra Señora de Perales
El pueblo se entrega a la Virgen en una romería por salvarles de una epidemia de cólera en 1872. Se celebra el domingo siguiente al Domingo de Resurrección. Las primeras celebraciones se debieron al ofrecimiento del pueblo a la Virgen por una epidemia de cólera que asolaba la villa por el año 1872. Hay que señalar que se trata de una romería muy importante por el gran auge que ha tenido siempre y que cada año va en aumento. La noche anterior se celebra una gran verbena en la finca donde se encuentra ubicada la ermita, con gran afluencia de público de los pueblos colindantes, que acuden tanto esta noche como al día siguiente.

### Semana Santa
El Domingo de Ramos realiza una procesión con los ramos de olivo. El Viernes Santo sale la Procesión del Silencio la cual, preside la Virgen de la Soledad.  Finalmente es de carácter importante la Procesión de los Encuentros, que se realiza el Domingo de Resurrección. En esta última procesión las imágenes del Resucitado y de la Virgen realizan tres encuentros.

## Gastronomía
Arroyo, al formar parte de la provincia de Badajoz coincide con ella en la gastronomía. Los platos más típicos son: la caldereta de cordero, las migas, el gazpacho o el pollo en pepitoria.
Las migas se suelen cocinar en épocas de invierno y de matanza; por el contrario, el gazpacho se prepara preferentemente en la estación estival.
En dulces los más conocidos son las perrunillas y los bollos de chicharrón, ambos hechos con manteca de cerdo. Además, encontramos dulces caseros como los bizcochos, las roscas, los mantecados, las sultanas, etc. 
El vino Lindero y Reserva San Serván, se realizan en la Cooperativa de Perales.

### Personas destacadas
- María Josefa Cerrato Rodríguez: primera mujer veterinaria en España.